# Мейфейр (округ Фресно, Каліфорнія)
Мейфейр (англ. Mayfair) — переписна місцевість (CDP) в США, в окрузі Фресно штату Каліфорнія. Населення — 4831 особа (2020).

## Географія
Мейфейр розташований за координатами 36°46′9″ пн. ш. 119°45′41″ зх. д. / 36.76917° пн. ш. 119.76139° зх. д. (36.769270, -119.761347).  За даними Бюро перепису населення США в 2010 році переписна місцевість мала площу 1,34 км², уся площа — суходіл.

## Демографія
Згідно з переписом 2010 року, у переписній місцевості мешкало 4589 осіб у 1397 домогосподарствах у складі 1054 родин. Густота населення становила 3421 особа/км².  Було 1485 помешкань (1107/км²).
Расовий склад населення:
| - 44,2 % — білих - 6,8 % — азіатів - 3,7 % — чорних або афроамериканців - 2,2 % — корінних американців - 0,3 % — вихідців з тихоокеанських островів - 37,9 % — осіб інших рас |

До двох чи більше рас належало 5,0 %. Частка іспаномовних становила 65,6 % від усіх жителів.
За віковим діапазоном населення розподілялося таким чином: 31,9 % — особи молодші 18 років, 59,1 % — особи у віці 18—64 років, 9,0 % — особи у віці 65 років та старші. Медіана віку мешканця становила 29,7 року. На 100 осіб жіночої статі у переписній місцевості припадало 99,8 чоловіків;  на 100 жінок у віці від 18 років та старших — 94,2 чоловіків також старших 18 років.
Середній дохід на одне домашнє господарство  становив 58 993 долари США (медіана — 46 732), а середній дохід на одну сім'ю — 57 953 долари (медіана — 49 888). Медіана доходів становила 31 173 долари для чоловіків та 27 386 доларів для жінок. За межею бідності перебувало 29,9 % осіб, у тому числі 42,7 % дітей у віці до 18 років та 19,1 % осіб у віці 65 років та старших.
Цивільне працевлаштоване населення становило 1793 особи. Основні галузі зайнятості: роздрібна торгівля — 15,7 %, освіта, охорона здоров'я та соціальна допомога — 14,4 %, науковці, спеціалісти, менеджери — 11,6 %, публічна адміністрація — 9,6 %.